# Chambéry
Chambéry (em franco-provençal Chambèri) é uma comuna francesa, capital do departamento da Saboia, na região de Auvérnia-Ródano-Alpes.
Aqui nasceu Filipe II de Saboia, a 5 de Fevereiro de 1438, e seu neto igualmente duque Emanuel Felisberto que era, por sua vez, também neto do rei D. Manuel I de Portugal.